# Museo del Ferrocarril Jesús García Corona
El Museo del Ferrocarril Jesús García Corona está ubicado en el Barrio del Montecillo de la ciudad de San Luis Potosí, San Luis Potosí, México. Inaugurado el 12 de agosto de 2009, expone principalmente todo lo relacionado con la máquina de vapor, sus características, sus partes, su historia y la relevancia que tuvo como vía de transporte en el siglo XX, a lo largo de su trayecto en México. 
Considerado uno de los mejores inmuebles del país por su distintivo estilo art déco, el inmueble sobrio es catalogado como conjunto arquitectónico por el Instituto Nacional de Antropología e Historia (INAH) para su preservación.

## Historia
Durante el porfiriato la ciudad de San Luis Potosí tuvo un gran avance en aspectos de arquitectura, pues el gobierno porfirista introdujo al país las ideas europeas y norteamericanas, con las que se trajeron muchos adelantos y nuevas tecnologías. Una de las principales causas de esto fue la misma introducción del ferrocarril, que fue traído a San Luis con la construcción de dos líneas férreas que cruzaban la ciudad: la del Nacional Mexicano Ciudad de México-Nuevo Laredo conocida como el Regiomontano (1888) y la del Central Mexicano Tampico-San Luis Potosí-Aguascalientes (1890).

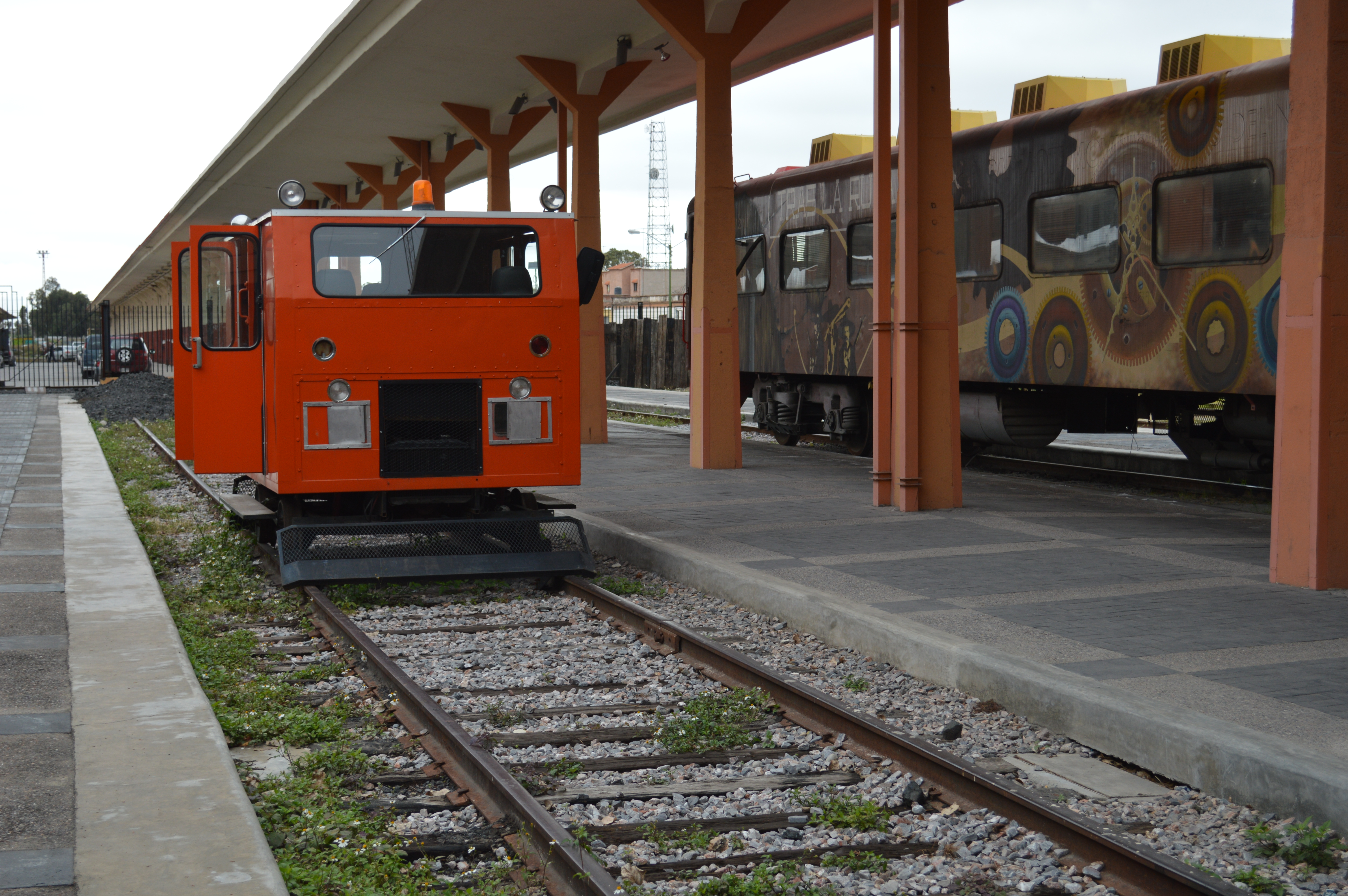
Antiguos andenes de la estación,

En 1887 fue cedida un terreno en la parte oriental de la Alameda Juan Sarabia para la construcción de la antigua estación de ferrocarril. La llegada del ferrocarril impulsó un surgimiento en actividad cultural y la edificación de muchos hoteles por la alameda.
La antigua estación del ferrocarril fue construida por el arquitecto inglés Carlos Hall e inaugurada en 1889. Sufrió varias modificaciones como la colocación de ventanales que taparon la terraza ubicada en la planta baja. En febrero de 1920 fue destruida esta antigua estación en un incendio y se proyectó la construcción de una nueva. El arquitecto Manuel Ortiz Monasterio proyectó una nueva estación, con los planos modificados por el arquitecto Luis Ávila y concluidos en 1937. El 7 de noviembre de 1942 se inauguró la nueva estación, llamada La Estación Monasterio, entre silbatos, repicar de campanas y un sinnúmero de personas.
Con la desaparición de la empresa Ferrocarriles Nacionales de México en 1994 cesó en funciones la estación del ferrocarril.

## Características
A mitad del siglo XX se gestó una corriente arquitectónica conocida como Artdecó, que incorporó a la construcción cemento, concreto y concreto armado
El interior del edificio se decoró con dos murales del pintor Fernando Leal relativos a la historia de los transportes. 
Su expresión y técnica constructiva correspondían al inicio de la arquitectura funcionalista de nuestro país, la que finalmente transformó la concepción espacial y las técnicas constructivas tradicionales en México 
Entrando al edificio se podía observar la técnica aplicada a la sala de espera, bien iluminada  de día por los tragaluces que se ubicaban a lo largo de toda la estación, que por la noche lucía una espléndida iluminación por medio de grandes columnas con las modernas lámparas fluorescentes que iluminaban los letreros de hierro.